# سيكو بارادجي
سيكو بارادجي (24 أبريل 1986 بباريس في فرنسا - ) (بالفرنسية: Sekou Baradji)‏ هو لاعب كرة قدم فرنسي في مركز الوسط. لعب مع نادي تور ونادي ديجون ونادي ريدنغ ونادي فالينسيان ونادي لومان ونادي مارتيغ ونافال ووست هام يونايتد وHapoel Ra'anana A.F.C. ‏.

## وصلات خارجية
- سيكو بارادجي على موقع رابطة كرة القدم الفرنسية للمحترفين (الإنجليزية)
- سيكو بارادجي على موقع قاعدة بيانات كرة القدم.إي يو (الإنجليزية)
- سيكو بارادجي على موقع Soccerway.com (الإنجليزية)